# Кин Арад
Кин Арад е главната героиня в научнофантастичния роман на Тери Пратчет „Страта“. Родена на Земята, тя работи за Компанията, огромна корпорация, занимаваща се със строенето на светове. В книгата за възрастта на Кин се споменава само, че е прехвърлила два века. Знак за това е и златният диск, който тя носи на челото си. Невероятната възраст на героинята е възможна благодарение на развитата техника за извършване на пластични операции в бъдещето.
 Внимание:  Текстът по-долу разкрива сюжета на произведението (или части от него)!
В „Страта“ Кин бива въвлечена в междузвездно пътуване с цел откриване на магически свят с формата на диск. Впоследствие за кратко тя става Председател на Диска и научава тайните на странната планета. Кин обаче решава да се завърне у дома и да напише продължение на изключително популярната си книга „Безспирно сътворение“.